# Estación Ogilvie
Ogilvie era una estación de ferrocarril ubicada en la localidad homónima, Departamento Vera, provincia de Santa Fe, Argentina.

## Servicios
Era una de las estaciones intermedias del Ramal F del Ferrocarril General Belgrano.